# Acer fabri
Acer fabri — вид квіткових рослин із роду клен (Acer).

## Морфологічна характеристика
Це невелике вічнозелене дерево до 10 метрів заввишки. Кора коричнево-сіра. Молоді гілочки тонкі, голі. Листки: листкові ніжки тонкі, голі, 10–15 мм завдовжки; листові пластинки зверху блідо-зелені й голі, зверху темно-зелені й голі (рідко з пучками волосків у пазухах жилок), довгасті, ланцетні, видовжено-ланцетні чи еліптичні, 4–11 × 2–3.5 см, край цільний, верхівка загострена чи коротко загострена. Суцвіття пряме, волотисте, голе чи запушене. Чашолистків 5, довгасті, злегка запушені. Пелюсток 5, пурпурні, зворотно-яйцеподібні, коротші від чашолистків. Тичинок 8. У зрілому вигляді плід коричнево-жовтий; горішки опуклі, ≈ 5 мм в діаметрі; крила червоні, з горішком 2.5–4.8 см × 8–10 мм, крила тупо розправлені. Період цвітіння: березень і квітень; період плодоношення: вересень.

## Середовище проживання
Батьківщиною цього виду є Китай і північний схід В'єтнаму. У Китаї цей вид зустрічається в Гуандуні, Гуансі, Гуйчжоу, Хайнані, Хубеї, Хунані, Цзянсі, Сичуані, Юньнані. Росте в різноманітних лісах (включаючи змішані вічнозелені та широколисті ліси) на висотах від 500 до 2000 метрів.

## Використання
Немає інформації.